# Чернобрюхий чибис
Чернобрюхий чибис (лат. Vanellus macropterus) — вид птиц из семейства ржанковые. Возможно, уже вымер.
Русское название чернобрюхий чибис может относиться и к другому виду этого рода — Vanellus tricolor.

## Возможное вымирание
Последнее достоверное наблюдение датировано 1940 годом. Тем не менее, в вымирании Vanellus macropterus имеются сомнения, поступали не подтвержденные сообщения о наблюдении его представителей местными жителями. МСОП присвоил виду охранный статус CR.

## Распространение
Обитали в речных дельтах и болотах на Яве, возможно, также на Суматре и Тиморе.

## Описание
Длина тела 27—29 см. Вес составлял 325 г (оценка).

## Биология
Питались водными насекомыми и водными растениями.

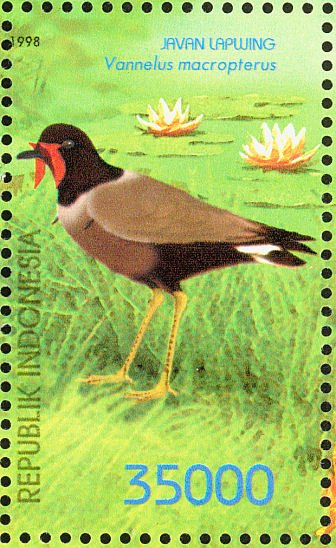
Почтовая марка Индонезии, 1998